# Bactrocera fulvifemur
Bactrocera fulvifemur es una especie de díptero que Richard A. I. Drew y David L. Hancock  describieron por primera vez en 1994. Bactrocera fulvifemur pertenece al género Bactrocera de la familia Tephritidae.